# Lorenzo Dalmazzo
Lorenzo „Renzo“ Dalmazzo (* 23. Januar 1886 in Turin; † 12. Dezember 1959 ebenda) war ein italienischer General des Königlich-Italienischen Heeres zuletzt im Rang eines designierten Armeegenerals. Zwischen 1942 und 1943 war er Befehlshaber des Oberkommandos der Streitkräfte Albanien CSFA (Comando Superiore Forze Armate Albania) und befehligte anschließend die 9. Armee. Im CROWCASS wurde er auf Antrag des kommunistischen Jugoslawiens wegen vermeintlicher Kriegsverbrechen gelistet.

## Leben

### Offiziersausbildung, Erster Weltkrieg und Abessinienkrieg
Lorenzo Dalmazzo absolvierte nach dem Schulbesuch eine zweijährige Offiziersausbildung an der Militärschule in Modena, die er als Sottotenente der Infanterie im September 1905 abschloss. Anschließend nahm er seinen Dienst beim 3. Bersaglieri-Regiment auf. 1905 wurde er, mittlerweile dem 53. Infanterie-Regiment (Brigata Umbria) unterstellt, zum Leutnant befördert. Nach dem Besuch der Kriegsschule nahm er ab Juli 1912 am Italienisch-Türkischen Krieg in Libyen teil. Als Ordonnanzoffizier konnte er sich bei der Einnahme des Karawanenknotenpunktes Regdaline östlich von Zuwara am 15. August 1912 auszeichnen, wofür er mit einer Tapferkeitsmedaille in Bronze ausgezeichnet wurde. Im Dezember des gleichen Jahres befand er sich bereits wieder in Italien, um einen weiteren Kurs in der Kriegsschule zu besuchen. Nach Beendigung seiner Ausbildung zum Generalstabsoffizier 1913 wurde Dalmazzo Anfang 1914 dem Stab des 53. Infanterie-Regiments überstellt und im April des gleichen Jahres zum Hauptmann befördert. Im Dezember 1914 nahm er seinen Dienst als Generalstabsoffizier im Stab des 58. Infanterie-Regiments (Brigata Abruzzi) auf.
Wenige Wochen vor dem italienischen Kriegseintritt in den Ersten Weltkrieg im Mai 1915 befand er sich erneut in Libyen. Für seinen Mut in den Kämpfen gegen die aufständischen Senussi im Sommer 1915 in Tripolitanien wurde ihm 1917 die Tapferkeitsmedaille in Silber verliehen. In Nordafrika verblieb er bis Juni 1916. Dort befehligte er mehrere Einheiten, war aber auch mit Stabsdienstaufgaben betraut. Anschließend kam er an der italienisch-österreichischen Front zum Einsatz. Im Laufe der Sechsten bis Neunten Isonzoschlacht im Sommer und Herbst 1916 konnte sich der als Generalstabsoffizier im Divisionsstab abgestellte Dalmazzo mehrmals auszeichnen. So meldete er sich freiwillig als Aufklärer und nahm als solcher auch an Aufklärungsflügen teil. Zudem schreckte er nicht davor zurück, im gegnerischen Feuer Angriffe der Infanterie anzuführen, wofür ihm 1917 eine Tapferkeitsmedaille in Bronze verliehen wurde. Im Dezember 1916 wurde er zum Major befördert und im März 1917 erhielt er das Ritterkreuz des Ordens der Krone von Italien. Im Juni 1917 wurde er dem Generalstab unterstellt und Anfang Oktober des gleichen Jahres zum Oberstleutnant befördert. Am 3. Juni 1918 wurde er für seine Verdienste als Generalstabsoffizier einer Division bei der Eroberung von Görz und den anschließenden Kämpfen um den Monte San Marco mit dem Ritterkreuz des Militärordens von Savoyen ausgezeichnet. Nach der Zweiten Piaveschlacht wurde er als Generalstabsoffizier Ende Juni 1918 der neu aufgestellten 2. Sturmtruppen-Division (2ª Divisione d’Assalto) unter dem Befehl von Generalmajor Ernesto De Marchi unterstellt. Im Zuge der Schlacht von Vittorio Veneto konnte er sich erneut auszeichnen, als er am 2. November 1918 eine Vorhut der Division befehligte, mit der er im Tal des Piave vorstieß, wobei er mehrere hundert Gefangene machte und zahlreiches Kriegsmaterial in seine Hände fielen. 1921 wurde ihm dafür sowie für seinen Einsatz bei den Kämpfen seiner Division am Monte Pertica im Grappamassiv eine zweite Tapferkeitsmedaille in Silber verliehen.
In der Zwischenkriegszeit war er zwischen 1920 und 1923 Instrukteur für Taktik an der Kriegsschule des Heeres (Scuola di guerra dell’esercito). Er war ferner vom 4. April 1925 bis zum 12. Dezember 1926 Kommandeur der italienischen Kolonialtruppen in Italienisch-Somaliland, der Regio Corpo Truppe Coloniali della Somalia. Während er Kommandeur der Infanteriebrigade „Piave“ war, wurde er am 16. April 1934 zum Brigadegeneral befördert und war zwischen 1935 und dem 24. Januar 1936 Kommandeur der 2. Schnellen Brigade „Emanuele Filiberto Testa di Ferro“. Nach Beginn des Abessinienkriegs im Oktober 1935 fungierte als Nachfolger von Divisionsgeneral Achille Vaccarisi vom Ende Januar bis zum Ende April 1936 als Kommandeur der in Italienisch-Ostafrika eingesetzten 2. Eritreischen Division (2ª Divisione eritrea) und nahm mit dieser an der Schlacht von Mai Ceu (31. März 1936) teil, die mit einem entscheidenden Sieg der Italiener endete, bei dem die letzte Armee des äthiopischen Kaisers Haile Selassie im Norden zerschlagen wurde.
Nach seiner Rückkehr war Dalmazzo bis zum 1. September 1938 Kommandeur der 32. Motorisierten Division „Trento“. Am 14. Januar 1937 wurde er mit dem Komturkreuz des Ordens der Krone von Italien sowie am 25. Mai des gleichen Jahres mit dem Offizierskreuz des Militärordens von Savoyen ausgezeichnet. Am 1. Juli 1937 wurde er zum Divisionsgeneral befördert. Am 1. September 1938 übernahm er das Kommando der 2. Schnellen Division „Emanuele Filiberto Testa di Ferro“ und verblieb auf diesem Posten bis zum 1. September 1939. Er war zeitweise auch Kommandeur der 12. Infanteriedivision „Del Timavo“.

### Zweiter Weltkrieg
Nach Beginn des Zweiten Weltkrieges wurde Lorenzo Dalmazzo am 1. September 1939 zu den Schnellen Truppen abgeordnet und war bis zum 5. September 1939 kurzzeitig Inspekteur des Korps der Schnellen Truppen. Im Anschluss fungierte er zwischen dem 5. September und dem 1. Dezember 1939 als Kommandeur des Armeekorps Udine sowie anschließend bis zum 26. September 1940 als Befehlshaber des in Nordafrika eingesetzten XXI. Armeekorps. In dieser Verwendung wurde er am 31. Mai 1940 zum Armeekorpsgeneral befördert, wobei diese Beförderung rückwirkend zum 1. Januar 1940 erfolgte. Nachdem er zwischen dem 26. September und dem 9. November 1940 zur besonderen Verfügung des Kriegsministeriums stand, übernahm er vom 9. November 1940 bis zum 1. Oktober 1942 den Posten als Kommandeur des VI. Armeekorps. Während dieser Zeit wurde ihm am 19. Dezember 1940 sowohl das Großoffizierskreuz des Ordens der Krone von Italien als auch das Komturkreuz des Ordens der Heiligen Mauritius und Lazarus verliehen. Anfang April 1941 nahm er mit dem VI. Korps an der Invasion Jugoslawiens teil. Am 9. März 1942 wurde ihm das Großkreuz des Ordens der Krone von Italien verliehen.
Anschließend löste Generalleutnant Dalmazzo am 1. Oktober 1942 Armeekorspgeneral Camillo Mercalli als Befehlshaber des Oberkommandos der Streitkräfte Albanien CSFA (Comando Superiore Forze Armate Albania) ab und hatte diesen Posten bis zum 1. Juni 1943 inne.  Am 24. Dezember 1942 wurde ihm das Komturkreuz des Militärordens von Savoyen verliehen und erhielt am 20. Februar 1943 wurde er zum designierten Armeegeneral befördert. Zuletzt war er zwischen dem 1. Juni und dem 8. September 1943 Oberbefehlshaber der in Albanien eingesetzten 9. Armee. Nach dem Waffenstillstand von Cassibile am 8. September 1943 wurde Albanien aufgrund einer separaten, am 9. September 1943 in Tirana unterzeichneten Kapitulation von General Ezio Rosi von Truppen der Wehrmacht besetzt, mit der Folge, dass 270.000 italienische Soldaten und 8000 Offiziere in deutsche Gefangenschaft gerieten. Dalmazzo befand sich daraufhin vom 10. bis zum 25. September 1943 noch zur besonderer Verfügung des Kriegsministeriums sowie im Anschluss bis zum 2. Februar 1944 als sogenannter „Militärinternierter“ in deutschem Gewahrsam.

## Veröffentlichungen (Auswahl)
- I bersaglieri nella guerra mondiale. L. Cappelli Editore, Bologna 1934.
- Divisione eritrea: La storia, i sacrifici, gli eroismi. Temi, Trient 1938.